# Radomir Jurić
Radomir Jurić (Momići pokraj Metkovića, 11. ožujka 1951.), hrvatski arheolog i dugogodišnji ravnatelj Arheološkog muzeja u Zadru.

## Životopis
Nakon završetka osnovne škole i gimnazije upisao je studij arheologije i povijesti umjetnosti u Zadru. Povijest umjetnosti diplomirao je 1974., a arheologiju 1975. Godine 1972. započeo je muzejsku karijeru kao konzervator, surađujući s profesorom Božidarom Vilharom. Voditelj Arheološke zbirke u Ninu postao je 1976. godine, a 1980. prešao je u Arheološki muzej u Zadru, i to kao kustos Srednjovjekovne zbirke. Od 1987. do 2005. bio je ravnatelj Arheološkoga muzeja Zadar. U mirovini je od 2016. godine. Predavao je Muzeologiju u srednjoj strukovnoj školi u Zadru, a 1985. godine izabran je u nastavno zvanje predavača na Filozofskome fakultetu u Zadru, na Odjelu za turizam i komunikacijske znanosti, gdje je predavao kolegije Organizacija kulturnih događanja, Valorizacija i zaštita kulturne i prirodne baštine, Muzeologija te Kulturna baština u funkciji razvoja turizma.

## Istraživačka djelatnost
Sudjelovao je u iskapanjima arheoloških lokaliteta diljem Hrvatske. Vodio je više od pedeset arheoloških istraživanja Zadra i okoline, a istraživao je i područje donjega toka rijeke Neretve gdje je otkrio niz nalazišta iz raznih vremenskih razdoblja. Radove kojima je predstavljao nalaze s arheoloških istraživanja objavljivao je u godišnjaku Arheološkoga muzeja Zadar "Diadora", ali i u drugim arheološkim izdanjima u Hrvatskoj. Bio je autorom izložaba kojima je predstavio arheološka istraživanja i nalaze, a jedan od značajnijih nalaza bila je pozlaćena brončana ogrlica, jedinstven nalaz starohrvatskih grobova iz Sv. Jurja iznad Caske. Osim znanstvenog rada, dugogodišnji je kroničar kulturnih događanja u Zadru. Od lipnja 2018. godine predsjednik je Ogranka Matice hrvatske u Zadru.

## Izbor iz radova
- Arheološko iskapanje crkvice sv. Nikole u Povljani na otoku Pagu, 1992.
- Novootkrivena ranosrednjovjekovna nalazišta u Bukovici, 1995.
- Novija istraživanja srednjovjekovnih groblja na zadarskom području, 2002.
- Ljetopis kulturnih događanja u Zadru 1986. – 1996., 2014.
- Zlato i srebro srednjega vijeka u Arheološkom muzeju Zadar, 2015.

## Nagrade
Dobitnik je više priznanja i zahvalnica. Nositelj je odličja Reda Danice hrvatske s likom Marka Marulića, te Nagrade za životno djelo Hrvatskog muzejskog društva. Dobitnik je Povelje za doprinos razvoju turizma prigodom 90. obljetnice turističke organizacije Zadra i Dalmacije, te Zlatne zahvalnice Zadarske nadbiskupije za doprinos u pripremi i organizaciji posjeta pape Ivana Pavla II. Zadru 9. lipnja 2003.